# 兒童鐵路

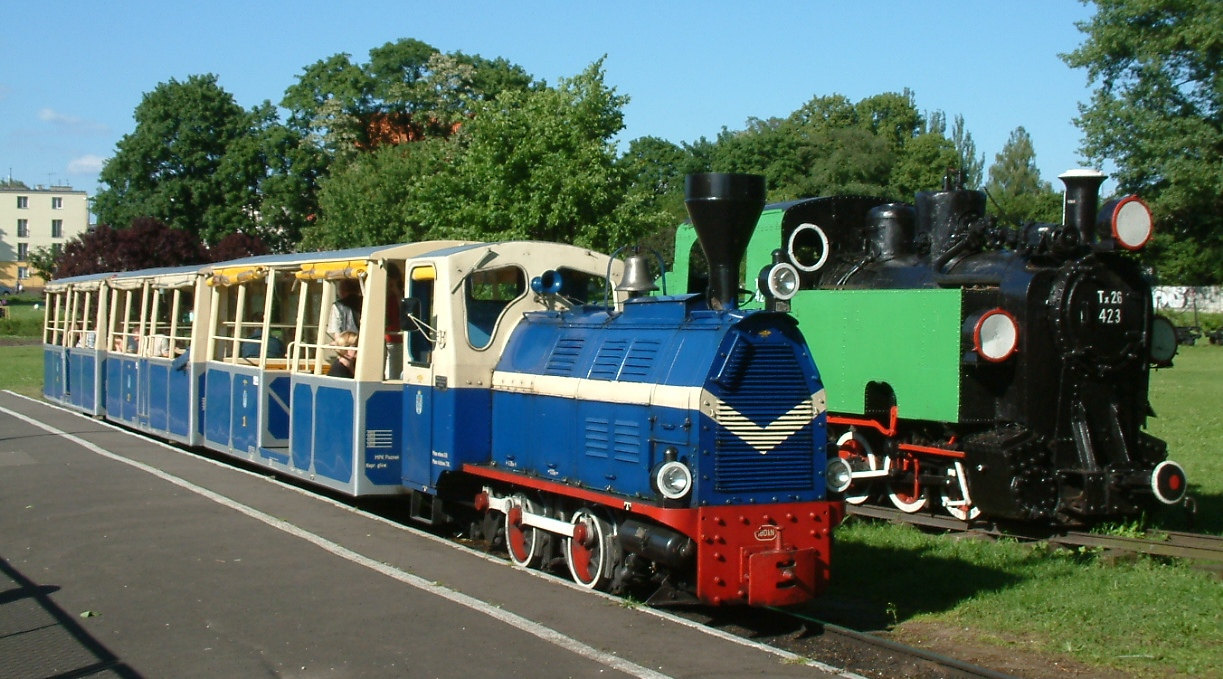
波蘭波茲南的兒童鐵路Kolejka Parkowa Maltanka

兒童鐵路是為培養兒童、青少年學習鐵路知識的教育鐵路。站長、司機、服务員、售票員等工作全都由兒童擔任。兒童鐵路盛行於蘇聯時代，蘇聯與東歐華沙公約組織成員國大多有設立。蘇聯解體、華約解散後，許多兒童鐵路仍然運作。世界上第一條兒童鐵路在1932年莫斯科高爾基公園開始營運。

## 各地的兒童鐵路

### 亞美尼亞
- 埃里溫兒童鐵路

### 白俄羅斯
- 明斯克兒童鐵路

### 保加利亞
- 普羅夫迪夫

### 中國
- 哈爾濱兒童公園

### 格魯吉亞
- 第比利斯

### 德國
- 柏林
- Bernburg, Krumbholzallee
- 開姆尼茨
- 科特布斯
- Crispendorf, Ferienland
- 德累斯顿Dresdner Parkeisenbahn
- 基拉
- 格爾利茨
- Leipziger Parkeisenbahn
- 馬格德堡（已停運）
- 普勞恩
- Vatterode, Vatteröder Teich （已停運）

### 匈牙利
- 布達佩斯兒童鐵路

### 哈薩克斯坦
- 阿拉木圖
- 卡拉干達

### 波蘭
- 西里西亞文化娛樂園霍茹夫
- 波茲南

### 罗马尼亚
- 特尔古穆列什儿童铁路（匈牙利语：Gyermekvasút_(Marosvásárhely)）

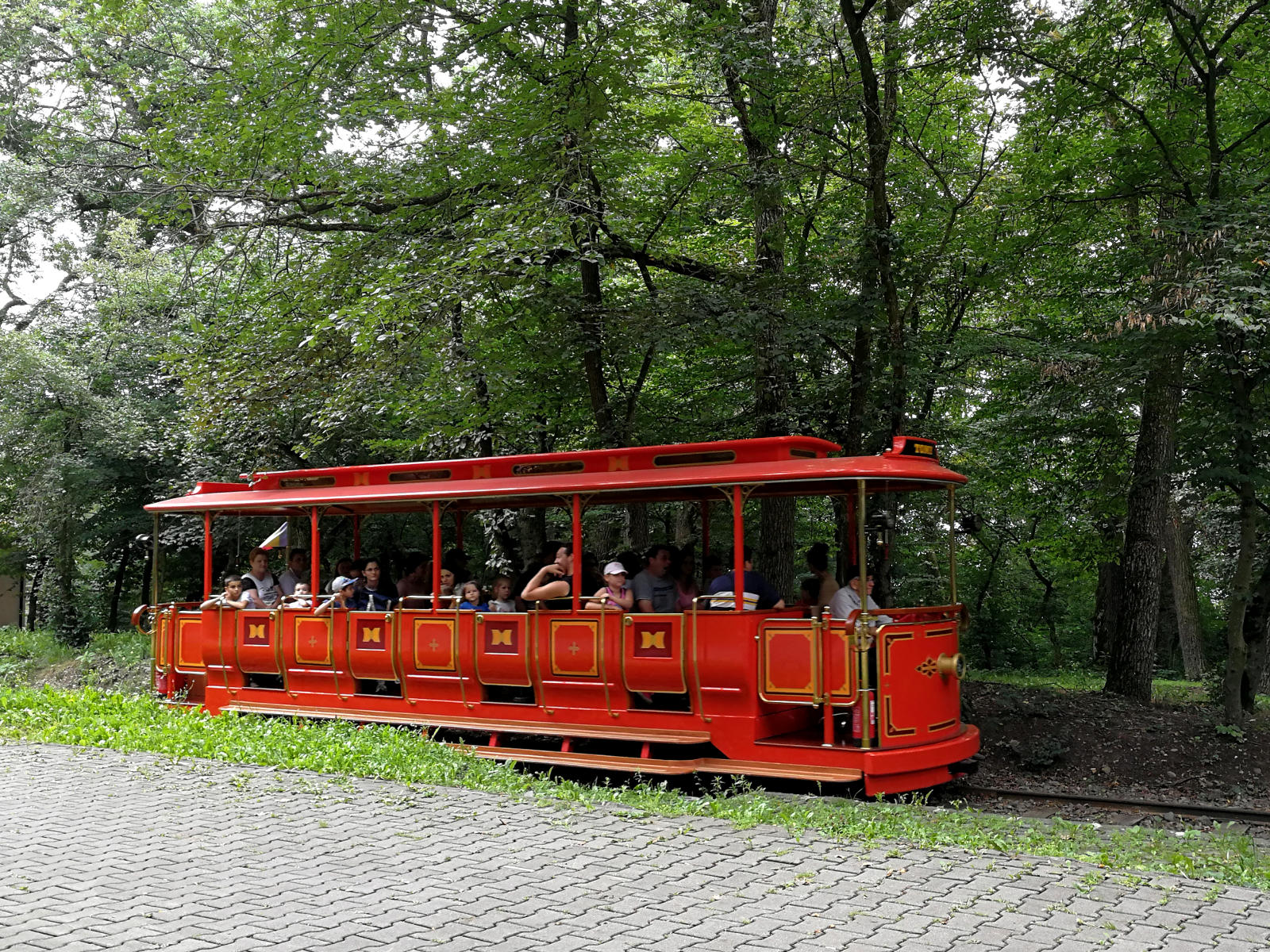
罗马尼亚儿童铁路上的杭州俊士有轨电车

### 斯洛伐克
- Kindereisenbahn科希策

### 烏克蘭
- 聶伯羅彼得羅夫斯克
- 頓涅茨克
- 哈爾科夫
- 基輔
- 盧茨克
- 利沃夫
- 羅夫諾
- 扎波羅熱

### 烏茲別克斯坦
- 塔什干

### 俄羅斯
| - 車里雅賓斯克 - 赤塔 - 葉卡捷琳堡 - 伊爾庫茨克 - 喀山 - 伯力 - 克拉斯諾亞爾斯克 - 克拉托沃 - 庫爾幹 - 下諾夫哥羅德 - 新莫斯科斯克 | - 新西伯利亞 - 奧倫堡 - 奔薩 - 頓河畔羅斯托夫 - 聖彼得堡 - 斯沃博德內 - 秋明 - 烏法 - 弗拉季高加索 - 伏爾加格勒 - 南薩哈林斯克 - 雅羅斯拉夫爾 |